# Pseudohalonectria phialidica
Pseudohalonectria phialidica är en svampart som beskrevs av Shearer 1989. Pseudohalonectria phialidica ingår i släktet Pseudohalonectria och familjen Magnaporthaceae.   Inga underarter finns listade i Catalogue of Life.